# لاپییورتا (تگزاس)
لاپییورتا (به انگلیسی: La Puerta) یک منطقهٔ مسکونی در ایالات متحده آمریکا است که در شهرستان استار، تگزاس واقع شده‌است. لاپییورتا ۶۳۲ نفر جمعیت دارد و ۴۸ متر بالاتر از سطح دریا واقع شده‌است.